# Croton zambalensis
Espèce
Croton zambalensis est une espèce de plantes à fleurs du genre Croton et de la famille des Euphorbiaceae, présente aux Philippines.